# Julavis jamaicensis
Julavis jamaicensis är en svampdjursart som beskrevs av van Soest och Marcus Lehnert 1997. Julavis jamaicensis ingår i släktet Julavis och familjen Heteroxyidae.
Artens utbredningsområde är havet kring Jamaica. Inga underarter finns listade i Catalogue of Life.